# Bactericera albiventris
Bactericera albiventris är en insektsart som först beskrevs av W. Foerster 1848.  Bactericera albiventris ingår i släktet Bactericera och familjen spetsbladloppor.
Artens utbredningsområde är Iran. Arten är reproducerande i Sverige. Inga underarter finns listade i Catalogue of Life.